# 니컬러스 칼도

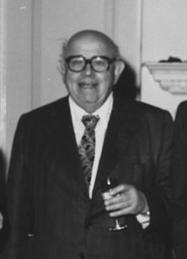

니컬러스 칼도(Nicholas Kaldor, Baron Kaldor, 1908년 5월 12일 ∼ 1986년 9월 30일)는 헝가리의 전후 시기의 케임브리지 경제학자이다.
니컬러스 칼도는 헝가리에서 태어나 20세기 중반에 영국에서 주로 활약했던 경제학자다. 그는 처음에는 신고전파적 전통이 강한 런던정경대학(London School of Economics)에 재직하면서 명성을 얻었으나, 존 메이너드 케인스의 일반이론이 출간되자 케인스 혁명에 적극 동조해 조안 로빈슨 등과 더불어 소위 케임브리지학파 내지 포스트 케인스학파의 선두 주자로서 활약했다.
칼도의 학문적 기여는 경제학의 광범위한 분야에 걸쳐 있어서, 젊은 시절에는 미시경제학, 특히 후생경제학 분야에서 두각을 나타냈으며[이 분야의 중요한 학술적 기여로 칼도ᐨ힉스 보상원리(Kaldor-Hicks Compensation principle)를 들 수 있다], 케인스 혁명 이후에는 거시경제학 분야에서 많은 저작을 남겼다. 특히 그는 경제성장론 분야에서 기술 진보의 내생성이라든가 규모수확체증(Increasing returns to scale)에 주목해 소위 내생적 성장론의 관점을 선구적으로 제시했고, 그 밖에 경기변동론이나 거시적 분배론 등의 분야에서도 중요한 기여를 했다.
경제 이론 연구뿐 아니라 현실 참여도 활발해 이 책에서도 보듯 직접 경제정책 입안에 참여하기도 했고 여러 분야와 관련된 경제정책 관련 논문도 왕성하게 집필했다. 1960년대에는 영국 노동당 정부의 경제정책 자문관으로 활약했고, 이후에는 인도 등 개도국들에서 조세개혁이나 경제 발전 관련 자문 역할을 하기도 했다.
1974년에는 영국 정부로부터 남작 작위를 받았으며, 1986년 78세를 일기로 타계하기까지 케인스경제학을 옹호하고 신고전파적 방법론을 비판하는 저술 활동을 활발히 전개했다.